# U-177
U-177 je bila nemška vojaška podmornica Kriegsmarine, ki je bila dejavna med drugo svetovno vojno.

## Zgodovina
Podmornica U-177 je delovala, tako kot večina pripadnic njenega razreda (type IX D) na najdaljših patruljah. Te so je vodile preko celega atlantskega oceana vse do južne Afrike in še dlje v vode indijskega oceana. Z njo in njej podobnimi velikimi podmornicami so Nemci razširili vojno na nova, do tedaj oddaljena področja in zahodnim zaveznikom sprva povzročili nove težave. 

### Prva patrulja
Že njena prva pot je veljala za takrat med daljše: iz Kiela se je odpravila 17. septembra 1942, preplula severno pot okoli Velike Britanije, nato čez celotni Atlantik od severa proti jugu, in nato skoraj dva meseca prežala na plen v območju voda južne Afrike in Madagaskarja. Tam je potopila 8 ladij in se vrnila 22. januarja v Bordeaux, Francija po 128-ih dneh plovbe. Tedaj je bila to ena daljših patrulj, sledile pa so še daljše. Med njenimi žrtvami velja omeniti 10.000 tonsko potniško ladjo Llandaff Castle, ki so jo Britanci uporabljali za prevoz vojakov in je ob potopitvi prevažala le 150 potnikov in podobno število članov posadke. U-177 jo je uspešno napadla pred obalo južnega Mozambika. Na britansko srečo pri njeni potopitvi ni prišlo do večjih človeških žrtev, le trije so umrli pri tem, ostali so se uspeli rešiti.

### Druga patrulja
Tako kot na prvi, ji je tudi na drugi patrulji poveljeval podmorniški veteran Robert Gysae, ki pa je tokrat U-177 vodil na eni do tedaj najdaljših plovb: iz Bordeauxa in nazaj od 1. aprila do 1. oktobra leta 1943, kar je zneslo 184 dni, pri tem pa potopil 6 ladij.
Druga patrulja U-177 pa je zanimiva še po nečem. S seboj je namreč imela enega prvih primerkov helikopterja, v bistvu je bil nekakšen avtožiro, Focke-Achgelis FA-330 Bachstelze. Ta preprosti zrakoplov je bil ravno pravšnje velikosti, da ga je podmornica nosila pritrjenega na svojem trupu med plovbo pod vodo. Stroj so uporabljali med plovbo na površju tako, da so privezanega na dolgi kabel, dvignili v zrak kakih 100- 150 metrov visoko in od tam oprezali za morebitnim žrtvam, tovornim ladjam. V FA-330 sta bila dva člana posadke, pilot in opazovalec, ki sta pri svojem delu imela eno zelo veliko skrb: če bi se medtem, ko sta v zraku, približalo kako sovražno letalo bi se najverjetneje morala podmornica potopiti brez njiju, da bi lahko ušla napadu in pri tem ne bi imela časa čakati na oddaljena nesrečnika. Na njuno srečo se to ni nikoli zgodilo.

### Tretja, zadnja patrulja
Tretja patrulja je bila prva pod novim poveljnikom, vodil jo je kapitan korvete Heinz Bucholz, toda hkrati tudi njena zadnja, 6. februarja 1944 jo je na površju presenetil bombnik B-24 Liberator in potopil s podvodnimi naboji, pri tem se je ubilo 50 njenih članov posadke vključno s kapitanom. Uspelo je preživeti le 15-im, ki pa so postali vojni ujetniki.

## Poveljniki
| Poveljniki |                  |                 |                                    |
| Št.        | Čin              | Ime             | Poveljstvo                         |
| 1.         | Korvettenkapitän | Wilhelm Schulze | 14. marec 1942 - 23. marec 1942    |
| 2.         | Korvettenkapitän | Robert Gysae    | 24. marec 1942 - 16. oktober 1943  |
| 3.         | Korvettenkapitän | Heinz Buchholz  | 17. oktober 1943 - 6. februar 1944 |

## Tehnični podatki
| Kategorije                                    | Podatki                       |
| --------------------------------------------- | ----------------------------- |
| Teža (t): na površju pod površjem polna Teža  | 1.616 1.804 2.150             |
| Dolžina (m) - tlačni trup (m)                 | 87,6 - 68,5                   |
| Širina (m) - tlačni trup (m)                  | 7,5 - 4,4                     |
| Izpodriv (m)                                  | 5,4                           |
| Višina (m)                                    | 10,2                          |
| Moč (hp): na površju pod podvršjem            | 4.400 1.000                   |
| Hitrost (vozlov): na površju pod podvršjem    | 19,2 6,9                      |
| Doseg (milja/vozel): na površju pod podvršjem | 23.700/12 57/4                |
| Torpeda/Torpedne cevi                         | 24/4 (4 na premcu, 2 na krmi) |
| Krovni top (mm)                               | 105 (150 granat)              |
| Mine                                          | 48 TMA                        |
| Posadka                                       | 55-63                         |
| Maksimalni potop (m)                          | 230                           |